# Борове (Сарненський район)
Борове́ — село в Україні, у Рокитнівській селищній громаді Сарненського району Рівненської області. Населення становить 1822 осіб.

## Географія
На північному заході від села бере початок річка Березниця, права притока Бобра.

## Історія
Борове — село, до 2020 - адміністративний центр однойменної сільської ради. Розташоване за 23 км від  залізничної станції Рокитне — Волинське. Перша письмова згадка про село Борове належить до 1545 року. Назва села походить від слова «бор» — ліс. Адже село з усіх сторін оточене густим лісом. На полях і луках, у землі зустрічаються залишки дерев, які свідчать про те, що не дуже давно на даному місці був ліс. Навіть на такий факт можуть вказати місцеві старожили, ніби, рятуючись від монголо татар, перші мешканці майбутнього села зайшли в дрімучий ліс, заснували село і дали назву Борове.
Село Борове має багату і давню історію. Виникло воно у зв'язку з татаро — монгольськими нашестями на стародавню землю древлян.
В книзі Теодоровича говориться: "Село Борове как имение княгини из рода Путивльских упоминаеться в акте от 1545 года в описи Овручского замка, с исчислением приписанних к нему мещан, бояр, крестьян, земель, а также с исчислением повинностей даней… «
Від роду Путивльських воно згодом переходить у спадщину до Івана Чарторийського, представника давнього князівського роду і одного з найбільших магнатів шляхетської Польщі. Пізніше Чарторийські продали село з усіма його угіддями за 500 кіп грошей (1500 царських рублів) воєводі Богдану Корецькому. Акт продажу датується 21 серпня 1579 року. Від сина Богдана Корецького Іоакима село перейшло у власність Евстахія Тишкевича — Логойського Брестського підкомарія. З іменем цього феодала пов'язане скасування панщини в селі посилення ролі місцевого самоврядування (управління селом було в руках війська і селян).
Не оминули нашого краю і події пов'язані з визвольною боротьбою під проводом Б.Хмельницького у 1648—1957 рр. В 1648 році селяни виступали проти шляхти.
У період 1917—1921 рр. село опинилося під впливом революційних подій, хоча активної участі селяни в цих подіях не брали.
В результаті другого поділу Польщі село Борове, як і вся навколишня територія відійшло до Кисорицької волостіОвруцького повіту. З 1920 р. село входить до складу Сарненського повіту Подільського воєводства.
За рішенням Ризького мирного договору від 18 березня 1921 року село відійшло до Польщі і опинилось в прикордонній зоні. Після укладення Ризького договору кордон майже збігався із нинішнім кордоном між Житомирщиною і Рівненщиною.
2 листопада 1921 р. у Боровому зупинилася на ночівлю Волинська група (командувач — Юрій Тютюнник) Армії Української Народної Республіки, яка невдовзі мала вирушити у Листопадовий рейд. Звідси група вирушила у рейд 4 листопада. Перед тим, як вона мала вирушити Юрій Тютюнник звернувся до козаків із промовою, після якої зачитав звернення до них Головного Отамана Симона Петлюри.
В 30-х роках у складі Сарненського повіту село входить до Волинського воєводства.
Після встановлення комуністичного режиму (17 вересня 1939 року), наприкінці року організована сільська рада в складі села Борове і прилеглих до нього хуторів, яка входила до складу новоутвореного Рокитнівського району Рівненської області. В цьому ж році засноване Борівське лісництво Рокитнівського ДЛГ.
Під час Німецько-радянської війни на території села Борове діяли такі формування:
- загін особливого призначення „Капітана Гриші“ (Дюгербія Танайовича Узденова)
- загін особливого призначення „Переможці“ Дмитра Медведєва
- загін Івана Івановича Шитова
- формування „Поліська Січ“ Тараса Бульби — Боровця
- 93 боровців були учасниками формувань ОУН- УПА

У роки Німецько-радянської війни за те, що селяни допомагали партизанським загонам Д. М. Медведєва і С. А. Ковпака, нацисти закатували 386 жителів, спалили всі хати (1943 рік. 8 квітня. Субота. Свято „Благовісник“).
На фронтах Німецько-радянської війни воювало 64 односельців, за бойові заслуги 28 з них нагороджено орденами й медалями, 36 мешканців загинули.
Після закінчення війни селяни приступили до відбудови народного господарства.
В перші післявоєнні роки розпочалась колективізація у селі. Організували колгосп ім. Дзержинського 14 жовтня 1948 року. Головою колгоспу призначили Крука Корнія Юхимовича, а головою ревізійної комісії Делейчука Гордія Григоровича.
Компартійна організація створена в 1949 році. У 1949 році в с. Борове відкрито сільський клуб, бібліотеку. На території села Борове було встановлено погруддя Ф. Е. Дзерджинському та обеліск загиблим під час Великої Вітчизняної війни захисникам села — Володимиру Шабанову та узбеку, партизану — підривнику Бабаджану Ішчанову. Неподалік від села розташована ботанічна пам'ятка природи — урочище „Нетреба“.
05.02.1965 Указом Президії Верховної Ради Української РСР передано Борівську сільраду Дубровицького району до складу Володимирецького району.
На даний час в селі Борове проживає 1835 жителів. Нині в селі Борове діє СГПП „Промінь“, загальноосвітня навчальна школа І-ІІІ ст., лікарська амбулаторія, будинок культури, бібліотека, лісництво, будинок побуту, відділення зв'язку, дитячий садочок, сітка магазинів. Функціонує Свято-Михайлівська церква та церква євангельських християн-баптистів.
Відповідно до  Розпорядження Кабінету Міністрів України від 12 червня 2020 року  № 722-р «Про визначення адміністративних центрів та затвердження територій територіальних громад Рівненської області» увійшло до складу Рокитнівської селищної громади.

## Населення
За переписом населення 2001 року в селі мешкало 1 814 осіб.

### Мова
Розподіл населення за рідною мовою за даними перепису 2001 року:
| Мова       | Відсоток |
| ---------- | -------- |
| українська | 99,89 %  |
| російська  | 0,11 %   |

## Освіта та культура

### Борівська ЗОШ І-ІІІ ст.

#### Період Російської імперії
Здавна наш край був важкодоступною лісовою територією, що розкинувся серед численних рік і боліт, віддаленою від великих культурних центрів. Тому освітні заклади на теренах нашого краю довгий час були відсутні і перші школи на теренах Північно-Східної Рівненщини появилися лише в другій половині XIX століття. Освітня сітка спочатку розвивалася досить повільно і на початках мала форму однокласних парафіяльних шкіл, які діяли по більших селах. Одним із таких сіл було Борове, тому можна твердити, що історія Борівської школи сягає своїм корінням в XX століття. Парафіяльні школи створювалися при церквах і, як правило, обов'язки вчителя виконував священик. В такого роду школах вчили читати, писати, рахувати, а також навчали Закону Божому. Однак не всі діти мали можливість відвідувати школу (не пускали батьки, бо не хотіли відривати дітей від роботи по господарству, не було в що одягнутися і взутися, обмежена місткість школи тощо). Тому більшість жителів Борового були неписьменними.

#### За часів II Речі Посполитої (1920—1939)
Становище дещо змінилося в 20-30-х рр. XX ст., коли на теренах Західної України запанувала  Польща.  Тоді була  створена  більш розгалужена сітка чотири- і семикласних загальноосвітніх (повшехних)  шкіл, які утримувалися за рахунок держави. Мовою викладання в переважній більшості цих шкіл була польська мова. В Сарнах існувала гімназія, але навчання там було платним. Однак, не дивлячись на розширення  мережі освітніх  закладів, значна частина  населення  продовжувала залишатися неписьменною. В Боровому також була школа, яка спочатку знаходилася в хаті єврея Шмилика;  потім громадським коштом збудовано спеціальне приміщення для початкової  1-класної  школи (на  місці  теперішньої швейної  майстерні), яку відвідували близько 50 учнів. Навчання велося на польській мові і вчила дітей одна вчителька — Юлія Павлівна Симонович.

#### Крізь воєнне лихоліття (1939—1945)
З вересня 1939 р., за перших більшовиків, у хаті солтиса Федота, було створено пункт навчання хлопців-допризовників російської мови.  Продовжувала свою роботу початкова школа, але навчання велося вже і українською мовою.  Помінявся і зміст навчання, бо  нова влада прагнула використати школу як один із інструментів закріплення  потрібних їй ідей та виховання відданих їй кадрів. Школа діяла вже в кількох приміщеннях: в центрі села, на хуторах Замостя, Зублятин, Верхлистя, Топлище. В складі цієї школи нараховувалися 2 денних і 5 вечірніх класів, у яких нараховувалося по 35-40 учнів. Вечірні класи вчили 5 вчителів, зокрема Щедріна Марія Олександрівна та Антончик Петро Михайлович.
Тяжкого удару шкільництву завдала російсько-німецька війна 1941—1945 рр. У роки війни школа в Боровому не працювала. Причинами цього були планомірне знищення нацистами освітніх закладів (які часто використовувалися як казарми), непевне становище населення Борового, яке потрапило в сферу протиборства різного роду збройних формувань, знищення німецькими карателями значної частини села, відсутність будь-якого матеріального і кадрового забезпечення Борівської школи.

#### Школа в 1945—1990 роках
По війні село почало відроджуватися, а разом із ним почала відроджуватися і Борівська школа. В листопаді-грудні 1945 р. в село почали повертатися фронтовики. Один з них, Микола Леонтійович (Левкович) Кляпко (мав 7-класну освіту, заочно навчався в Костопільській педагогічній школі), став організатором школи. Тодішній завідувач Рокитнівського відділу народної освіти Степан Іудович Пухліч доручає йому облікувати всіх дітей шкільного віку і призначає Миколу Леонтійовича Завідувачем Борівської початкової школи, яка почала працювати з 19 лютого 1946 р. на хуторі Перевора. Село було розкидане по хуторах, які були розкидані далеко один від одного, і тому навчанням були охоплені лише діти, які жили на цьому хуторі і недалеко від нього.
Люди, хати яких збереглися, охоче відпускали кімнати для навчання дітей. А тому й перша повоєнна школа діяла в хаті Макара Йосиповича Нестерчука. В першому повоєнному класі навчалися близько 50 дітей віком від 8 до 15 років. Умови навчання були досить важкі: парти робили самі батьки та старші учні; на всіх учнів було всього 2 букварі; зошити робили із старих газет та обгорткового паперу; було відсутнє канцприладдя.
В тому ж 1946 р. появилися класи на хут. Топлище, Царова, Горохова і Замлиннє, а в 1947—1948 рр. навчання велося і на хуторах Маковище, Зублятин, Дуброва, Підлута, Верхлистя, Замостє.
Спочатку діток вчили більш грамотні жителі с. Борового (Олександра Артемівна Делейчук — на хут. Дуброва, Єва Хомівна Єремейчук — на хут. Верхлистя, Микола Леонтійович Кляпко та Єва Петрівна Єремейчук— на хуторах Перевора, Топлища та Маковища, Семен Титович Крук — на хут. Замостє, Галина Іллівна Єремейчук — на хут. Зублятин, Ілля Крук — на хут. Горохова, Катерина Федотівна Дежнюк та Адам Федорович Крук). Починаючи з 1947 р., у село приїжджають вчителі, які мають спеціальну педагогічну освіту. Це Любов Іванівна Крохмаль, Ольга Арсенівна Шматок (у шлюбі Крук), Лідія Григорівна Швидченко („Гроза“). В 1948 р. приїхали Панас Іванович Хажанець та Галина Микитівна Слюсаренко, яка невдовзі стала його дружиною. Вони починають працювати на хут. Горохова, де навчали близько 80 першокласників. Через збільшення кількості класів та розкиданість села по хуторах, в 1948 р. організовано дві початкові школи: Горохівську (завідувач —П. І. Хажанець) та Борівську (завідувачка — Л. Г. Швидченко).
Відразу по війні вчителям працювати було дуже важко. Вчителів не вистачало, а тому доводилось працювати в 2-3 зміни. Спеціального приміщення не було, тому доводилося займатися в невеликих кімнатах приватних будинків (а в класах було по 35-50 „різнокаліберних“ учнів віком від 8 до 15 років). В сусідній кімнаті могли бути шуми, які не сприяли поліпшенню навчання: кричали малі діти, лаялися господарі, товкли просо в ступах, або мололи на жорнах, ткали полотно, а на свята лунали музика і співи тощо. Не всі батьки розуміли значення освіти, посилаючи своїх дітей в школу лише 2-3 рази на тиждень, бо решту часу їм доводилося виконувати різні роботи по господарству. Череди для випасу худоби ще не були організовані і кожне господарство саме пасло свою худобу, овець, свиней, качок, гусей. Ясел також не було, а батьки майже кожен день мусили ходити на роботу (особливо колгоспники), а тому справа догляду за малюками, як правило, падала на плечі старших дітей. Тому багатьом дітям бракувало часу і сил для більш якісного навчання.
Але, хоч в перші повоєнні роки відчувався гострий брак фахівців-педагогів, зусиллями перших вчителів-ентузіастів неграмотність в Боровому поступово ліквідовувалася і пізніше в селі не вміли читати і писати лише одиниці, хоч в перші роки на клас з 30-40 дітей виділялися по 2 букварики, 2 зошити та 2 олівці. Часто діти самі робили зошити з обгорткового паперу або старих газет, самі варили чорнило для писання, самі скубали пір'я з гусаків. Не було парт та інших необхідних меблів, але більшість людей вчилася, бо хотіла того.
В 1949 р. було відкрито 5-й клас, який займався в хаті Петра Харитоновича Сукала. Це фактично і стало початком Борівської семирічної школи, першим директором якої стала Лідія Григорівна Швидченко. В тому ж році на фундаменті спаленої церкви розпочалося будівництво нового приміщення для школи-семирічки (документи і матеріали на неї почали збиратися ще в 1948 р.). Заняття в цьому приміщенні розпочалися в 1952 р. Створенню повноцінної семирічки сприяло також виселення більшовиками більшості населення з хуторів до села, що дало можливість скоротити дорогу дітей до школи і скупчити всі класи в одному місці. До того ж, починаючи з 1950 р., до Борового почали постійно скеровуватися нові вчителі, частина з яких знайшла тут свою долю і назавжди залишилася в Боровому. Роботи для них вистачало: в наказі по школі № 8 від 10. 11.1953 р. говориться про те, що вчителям Слюсаренко Г. М. та Крохмаль Л. І. доручається навчити по 12 неписьменних, Морозовій К. Р., Крук О. А., Данько Н. І. — 11 неписьменних, Тимченко Г Г. —7 неписьменних, Макаревичу В. А. — 8 неписьменних.
В 1954 р. Борівська семирічка була реорганізована в середню школу, до якої почали ходити ще й старшокласники із сусідніх сіл Карпилівки та Нетреби. В 1957 р. відбувся перший випуск 10 класу (21 учень). Поряд із денною школою працювала і вечірня школа сільської молоді, а в 1964 р. було відкрито в школі консультпункт від Рокитнівської заочної школи. Одним із показників якості роботи Борівської школи стала поява в її стінах вчителів — її випускників. А на кінець 1999/2000 навчального року із 39 вчителів Борівської школи 26 були її випускниками. Поступово в школі формувалися цілі вчительські родини.
Потроху розвивалася і матеріальна база школи. Появилося нове приладдя в шкільних кабінетах, а в 1960 р. було добудовано 6 класних кімнат, бібліотечну кімнату та спортзал. З кінця грудня 1971 р. розпочато будівництво їдальні та майстерні, яке невдовзі було завершене. Цих приміщень було достатньо до кінця 1970-х рр., але на початку 1980-х, у зв'язку зі збільшенням кількості учнів, виникла потреба знову розширити школу. У 1982 р. розпочалося будівництво нового шкільного приміщення, у якому школа знаходиться і дотепер. Будівництво тривало майже два роки і вже 1 вересня 1984 р. коридори нової школи заполонила галаслива дітвора.

#### Сучасний стан
Розширювалася матеріальна база  і пізніше, а в 2002/2003 навчальному році в школі появився устаткований сучасним обладнанням.
У 2005 році директором школи призначено Рудик Ларису  Петрівну, завучем Мартинюк Людмилу Миколаївну.
У 2007 році вчителів працює 33 чол., 30 чол. з вищою освітою, 3 чол. мають середню — спеціальну освіту.
У 2009 році директором призначають Єремейчука Олександра Олександровича, завучем залишилася  Мартинюк Людмила Миколаївна.
На 2011 рік працює в школі 34 вчителі, з вищою освітою — 33 чол., 1 чол. має середню — спеціальну освіту.
Список завідувачів та директорів Борівської початкової, семирічної тасередньої (загальноосвітньої І-ІІІ ст.) шкіл
1.Кляпко Микола Леонтійович — завідувач Борівської початкової школи.
2.Швиденко Лідія Григорівна — завідувачка Борівської школи, згодо* директор Борівської семирічної школи.
3.Хажанець Панас Іванович _ завідувач Горохівської початкової школи.
4.Януш Олександра — директор Борівської семирічної школи.
5.Носенко Раїса Іванівна.
6.Солоцкий Радіон.
7.Тимченко Галина Гаврилівна.
8.Прищепа Анатолій Іванович (2953—1957)-директор Борівської семирічної школи, згодом директор Борівської середньої школи.
9.Андрущенко Галина Григорівна (1957—1958).
10.Півторацький Володимир (1958—1959).
11.Мельниченко Ярослав Михайлович (1959—1961).
12.Литовченко Володимир Степанович (1961—1962.
13.Шепілов Василь Володимирович (1962—1965).
14.Турчинський Арка дій Мусійович (1965—1967).
15.Рудик Микола Лук'янович (1967—1971).
16.Карповець Петро Семенович (1971—1974).
17.Будзіло (Лещук) Євгенія Юхимівна (1974—1977).
18.Литвин Микола Антонович (1977—1984).
19.Петрук Василь Борисович (1984—1986).
20.Діденко Олександр Васильович (1986—1989).
21.Литвин Ганна Олександрівна (1989—2003).
22.Рудик Лариса Петрівна (2003—2009).
23.Єремейчук Олександр Олександрович (2009-…).
Навчання в загальноосвітній школі здійснюється за такими напрямками: технологічний; історико-філологічний.
Педагогічний колектив забезпечує високий рівень розвитку здібностей обдарувань і талантів, повноцінного виховання дітей.
Головна мета школи — інтенсифікація навчально-виховного процесу на основі використання нових педагогічних технологій. Шляхи і засоби реалізації програми національного виховання молоді Рівненщини на 2008—2020 рр. у навчальному закладі.
Учні школи є щорічними учасниками і призерами районних та обласних олімпіад, конкурсів захисту науково-дослідницьких робіт МАН.
Традиційними є загальношкільні свята: Свято туризму, Свято врожаю, Міс школи, Свято матері, Козацькі забави, „Старти надій“.

### Дитячий садочок
Дошкільне дитинство — короткий, але важливий період становлення особистості. Уже в дитячому садочку дитина здобуває початкові знання про навколишнє життя, у неї починає формуватися певне відношення до людей, до праці, виробляються навички і правильної поведінки, формується характер.
Дитячий садочок „Берізка“ відкрито у 1984 році. До цього часу в селі функціонували яслі.
Спочатку садочок був на утриманні місцевого колгоспу ім. Дзержинського. На той час діяло три групи, які складали 65 дітей. В липні 1992 року дитячий садок „Берізка“ передано на районний відділ освіти.
Кількісний склад зменшився до 1 групи, було скорочено кількість штатних працівників до 6 чоловік: завідувачка, вихователь — 1, помічник вихователя — 1, праля — 1, сторож — 1, кухар — 1.
У 2002 році у дитячому садку „Берізка“ проведене парове опалення.
У 2003 році кількісний склад дітей збільшився, тому сформовано дві групи дітей, кількість штатних працівників збільшилася до 8-ми чоловік: завідувачка, вихователів — 2, помічників вихователя — 2, праля, сторож, кухар.
У 2006 році кількісний склад працівників збільшився: завідувачка, вихователі — 4 - на повну ставку — 3, на 0,5 ст. — 1, помічників вихователя — 3: 2 на повну ставку, 1- на 0,25 ст., праля, сторож, кухарів 2 на 0,5 ст.
У 2008 році у дитячому садку сформовано три групи дітей, які склали 67 дітей. Кількісний склад працівників збільшився: завідувачка, вихователів — 6, з них 4 працюють на повну ставку, 2 — на 0,75 ст., помічників вихователя — 3, психолог на 0,5 ст., кухарі — 3 на 0,5 ст., праля на 0,75 ст., сторожі — 2 на 0,5 ст., двірники — 2 на 0,75 ст. — 1, на 0,25 — 1, завгосп на 0,5 ст.

### Будинок культури
У 1949 році в с. Борове відкрито сільський клуб. Він знаходився на центральній вулиці села. Це була невелика хатина, яка згодом стала сільською хлібопекарнею. А в 1957 році побудували нове приміщення сільського клубу в центрі села. Це приміщення уже було набагато більшим, ніж попереднє. В клубі знаходилася бібліотека, був великий кінозал.
На початку 1972 року завідувала клубом Єремейчук Віра Гордіївна. Крім неї в штат працівників входив художній керівник і техпрацівник.
В 1974 році зав. клубом стає Делейчук Микола Федорович. В 1980 році цю посаду знову обіймає Єремейчук Віра Гордіївна.
З 1984 року на посаду завідувача клубу повертається Делейчук М. Ф.
А в 1986 році побудували новий двоповерховий уже будинок культури.
З 1990 року директором будинку культури стає Бричка Володимир Васильович.
З 1998 року директором стає Бричка Ніна Адамівна, яка до цього обіймала посаду художнього керівника.
У 2011 році посаду директора сільського будинку культури обіймає Бричка Василина Петрівна, у штат працівників входить художній керівник та 1,5 ставки техпрацівника.

### Бібліотека
У кожній країні, у різні періоди бібліотеки виконували важливу державну місію — бути дзеркалом і пам'яттю народу, держави, центрами її духовності.
Бібліотеки виховують у користувачів шанобливе ставлення до національної гідності людини, її культури і мови, намагаються стати центрами відродження національних традицій, звичаїв, збереження історії України, історії нашого поліського краю.
Спокій і відпочинок, приплив сил віднайде у бібліотеці кожний.
У роки післявоєнної розрухи почалася відбудова народного господарства.
Виникла потреба відроджувати і культуру України. По містах і селах стали відкриватися бібліотеки.
Так у березні 1949 року була заснована бібліотека у мальовничому поліському селі Борове, що на півдні району. Бібліотека займала одну кімнату у житловому будинку, господарів якого було вислано із села.
Книжковий фонд бібліотеки був невеликий, нараховував кілька сотень книг. Трохи пізніше було організовано дві пересувки.
З часом бібліотеку було перенесено у більш просторе приміщення, книжковий фонд поступово поповнювався новою літературою і мешканці села із задоволенням відвідували бібліотеку.
Бібліотекар Пуй Людмила Іванівна завжди привітно зустрічала своїх відвідувачів, завжди допомагала їм підібрати потрібну книгу.
У 1957 році у селі було збудовано новий клуб, а в ньому відведено кімнату під бібліотеку. В цьому ж році в нову бібліотеку призначили завідувачкою Фесенко Людмилу Миколаївну — спеціаліста з вищою освітою. Згодом тут стала працювати Контовська Олена Миколаївна. Книжковий фонд уже на той час становив 4000 примірників книг, а кількість читачів — 600 чол.
На 01.01.1964 року книжковий фонд становив 4329 примірників, а кількість користувачів зросла до 759 чоловік.
У 1971 році завідувачкою Борівською бібліотеки призначено Делейчук Надію Гордіївну. Час іде, запити користувачів бібліотеки зростають тому зростає і книжковий фонд, який становить уже 6635 примірників.
З 1977 року в бібліотеку призначено уже двох працівників на 1.5 ставки — Майстер Галину Іванівну — завідувача та Нестерчук Ганну Яківну.
Велике гарне приміщення уже будинку культури, а в ньому на другому поверсі розмістилася простора бібліотека, побудована в селі у 1985 році.
Працювали на той час у бібліотеці завідувачкою Чубик Галина та Нестерчук Ганна Яківна. На той час книжковий фонд становив уже 15 278 примірників.
Дев'яності роки двадцятого століття… Україна стає незалежною державою . Фінансова криза. Занепад культури.
Після 1996 року штат працівників Борівської сільської бібліотеки скорочується, а в деяких селах бібліотеки взагалі закриваються. В бібліотеці залишається працювати Фоменко Світлана Іванівна на ставку, а згодом на 0,75 ставки. Книжковий фонд становив 16 800 примірників.
Проходить декілька років, незалежна Україна фінансово зміцніла і культуру знову стали відроджувати.
На початку 2003 року відбулося об'єднання публічних бібліотек із шкільними бібліотеками, віднині вони стали називатись публічно-шкільними бібліотеками. В публічно-шкільній бібліотеці працює завідувачкою Довгаль Валентина Володимирівна на 0,75 ставки та Фоменко Світлана Іванівна на 0,5 ставки.
Шкільним абонементом завідує Єремейчук Валентина Миколаївна на 0,75 ставки.
Кількість читачів на той час становить 700 чоловік, загальний книжковий фонд — 28 тисяч примірників.
У 2007 році бібліотекар шкільного абонементу переведений на повну ставку.
Наприкінці 2009 року працівники ПШБ були переведені на повні ставки. На даний час загальний книжковий фонд становить 26767 примірників, кількість читачів за єдиною реєстраційною картотекою 905 чоловік.
На сучасному стані в діяльності бібліотеки відбулися зміни — бібліотека стала комп'ютеризованою. Завдяки програмі „Бібліоміст“ у 2011 році бібліотека отримала два комп'ютери, які встановлені в шкільному відділі бібліотеки, є доступ до мережі Інтернет.
Завдяки цьому бібліотека має можливості надавати Інтернет послуги своїм користувачам. Бібліотека створила свою вебсторінку, де представлені краєзнавчі матеріали, відомості про історію та сучасне життя села, викладаються форми роботи б-ки. Бібліотека зареєстрована в Контакті, Фейсбуці.
Інтернет ресурси використовуються з метою інформаційного забезпечення навчально-виховного процесу школи. Створені електронні бази читачів, систематична картотека підручників, повнотекстова база „Література“, „Краєзнавство“.
У 2013 році на базі бібліотеки проходила школа навчання „Навчаємось у колег“.
Вагомою подією у діяльності бібліотеки була участь працівника бібліотеки Фоменко Світлани Іванівни у конкурсі грантів для програми підтримки ініціатив місцевих громад під назвою „Заради усмішок дітей“, оголошених групою компаній „РЕНОМЕ“. В результаті бібліотека отримала мультимедійний проектор, який використовуємо в своїй діяльності, співпрацює з дитячим садочком Берізка» (згідно проекту).
Завдяки наявності мультимедійного проектора в бібліотеці діти мають можливість дивитися мультфільми, відео-уроки, анімації, загадки, відео презентації.
Працівники бібліотеки беруть участь у конкурсах «Шкільна бібліотека», «Найкращий читач року», тренінгах, організованих програмою «Бібліоміст», у проектах, організованих Рівненською обласною державною бібліотекою.
У своїй діяльності бібліотека приділяє багато уваги пропаганді краєзнавчої літератури, історії, традицій краю. Цікаво пройшла презентація вишитих робіт жительки села Литвин Г. О., виставка вишитих робіт Брички В. П. і Пахнюк З. В. Проводиться робота на допомогу формуванню національно-патріотичної позиції населення, популяризації державної символіки, профорієнтації старшокласників, підвищення правової освіти.
Бібліотека приділяє увагу обслуговуванню людей похилого віку та людей з обмеженими фізичними можливостями. З ними проводяться обговорення інформаційного бюлетеня «Інва. нет» та проводиться робота згідно проекту «Дні соціальної допомоги».
В ці дні бібліотекарі відвідують цих людей, читають їм цікаві замітки з періодики, з книги, просто спілкуємося з ними. А у релігійні великі свята відвідують з масовими заходами. Бібліотекарі, співпрацюючи з соціальним працівником, надавали соціальні послуги для самотніх мам, які опинилися в складних життєвих ситуаціях (збирали кошти, на операцію і хіміотерапію для хворого хлопчика, жителя села).
Багато років бібліотека працювала з пріоритетною групою користувачів — дітей по духовному вихованню підростаючого покоління «Починати життя з віри».
Неодноразово в бібліотеці проходили зустрічі з зарубіжними українцями, для яких розповідалася історія незалежної України, знайомили з символами нашої держави, читали вірші, співали пісень для них про нашу Батьківщину.
В бібліотеці діє пункт доступу громадян до офіційної інформації. Бібліотека надає доступ користувачам до Законів та Постанов Верховної Ради та розпоряджень місцевих органів влади. Інформаційний центр ПДГ гарантує користувачам право на отримання урядової інформації. Для того, щоб краще орієнтуватися в мережі Інтернет для користувачів проводяться віртуальні екскурсії. Наймолодших користувачів знайомлять з «Урядовим сайтом для юних громадян».
По електронному урядуванню бібліотека надає різні послуги: пошук законодавчих документів, оформлення заяв на вступ до ВНЗ України, придбання товарів через Інтернет, пошук роботи на єдиному порталі служби зайнятості України.

### Пам'ятки

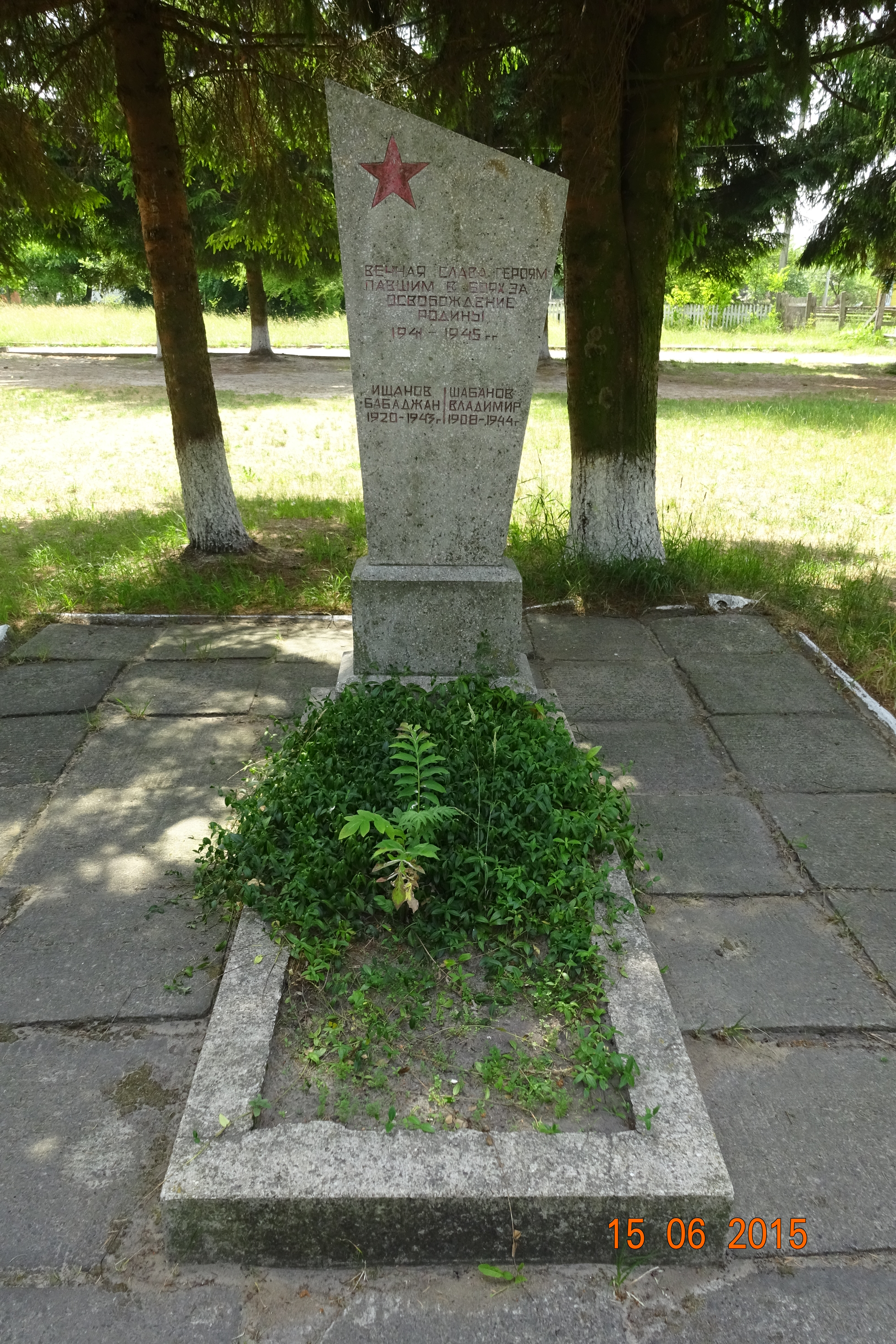
Братська могила

В селі розташована братська могила, у якій поховано бійця Червоної армії В. О. Шабанова та радянського партизана Б. М. Іщанова.
За рішенням правління колгоспу ім. Дзержинського від 20 лютого 1967 р. на могилі того ж року було відкрито пам'ятник Шабанову В. С. . Володимир Степанович Шабанов народився 1908 року в селі Грирор'ївка Ременського району Московської області. Добровольцем пішов на фронт. У червні 1944 року його підрозділ перебував на території Рокитнівського району. Під час виконання завдання 23 липня 1944 року був убитий у сутичці з загоном УПА в районі села Борове. 1966 року його рештки перепоховали на території старої школи. 1967 року на могилі встановлений обеліск. 1977 року проведено реконструкцію пам'ятника, а 1984 року рештки Шабанова знову перепоховали разом із рештками партизана Іщанова Б. М. . Іщанов Бабаджан Мадамін народився 1920 року в селі Буйрачі Шавашського район Хорезмської області Узбецької РСР. У жовтні 1940 року був призваний до лав Червоної армії, служив в Івано-Франківську на кордоні. Був підривником у партизанському загоні ім. Хрущова.
29 травня 1943 року Б. М. Іщанов при вилученні толу зі снарядів підірвався й загинув. Був похований за 15 км на південний схід від села Борове в урочищі «Фалисово» (нині кордон між Житомирською та Рівненською областями). Посмертно був нагороджений орденом Червоної Зірки Указом Президії Верховної Ради СРСР від 8 травня 1944 року та медаллю «Партизан Вітчизняної війни І ступеня».
1984 року рештки Іщанова Б. були перепоховані разом із рештками Шабанова В. біля приміщення Борівської школи.
Пам'ятку взято на державний облік та визначено категорію відповідно до рішення виконкому Рівненської обласної ради народних депутатів № 662-р від 25 вересня 1981 року.
На братській могилі на двоступінчатому постаменті встановлена прямокутна стела із зрізаним кутом доверху. У лівому верхньому куті стели зображена п'ятикутна зірка, нижче по центру висічено текст: «Вечная слава героям павшим в боях за освобождение родины 1941—1945. ИЩАНОВ БАБАДЖАН 1920—1943 ШАБАНОВ ВЛАДИМИР 1908—1944».
Могила оточена бетонним бордюром. Розміри: постамент — 0,79 м, стела — 1,20×0,60 м.

## Охорона здоров'я

### Борівська дільнична лікарня (лікарська амбулаторія).
У листопаді 1961 р. на базі Борівського фельдшерсько-акушерського пункту (ФАП) було відкрито лікарню на 4 палати. Головним лікарем було призначено Фелікса Івановича Беха (1961—1963).
В 1962—1966 рр. силами місцевих жителів, які працювали безкоштовно, добудовують приміщення на 35 ліжко-місць. В рамках лікарні було відкрито невелике пологове відділення, стоматологічний кабінет. Була в ній і своя бухгалтерія.
Лікарні, для обслуговування її потреб, було виділено машину швидкої допомоги та вантажну автомашину. Хворих обслуговував персонал лікарні чисельністю 27 осіб (з них 15 медпрацівників та 7 санітарок).
В 1963 р. головним лікарем Борівської лікарні призначено Іллю Петровича Бикіра, який перебував на цьому посту до 1969 р. Разом з чоловіком на благо людей працювала і його дружина Леоніда Федорівна. Згодом Іллю Петровича на цьому посту змінили лікарі Петро Миколайович Жовкевич (1969—1973), Анатолій Анатолійович Красуцький (1973—1977), Олександр Андрійович Ковальчук (1977—1990), Володимир Климович Сорока (1991—1999). В різний час плідно працювали дитячий лікар Олександр Матвійович Кононенко, зубні лікарі Петро Юрійович Сивий, Галина Йосипівна Бикір, Галина Гнатівна Богданець. Період 70-80-х рр. є часом активної роботи лікарні як лікувального і медико-профілактичного закладу. І хоч у 80-х роках кількість ліжко-місць в Борівській дільничій лікарні скорочується до 25 та ліквідовується пологове відділення, лікарня зберігала своє значення провідного медичного закладу для значної частини південних сіл Рокитнівського району.
В 1999 р. лікарню переводять в Карпилівку, лишаючи в Боровому тільки лікарську амбулаторію та стоматологічний кабінет, де лишилися працювати 14 осіб під керівництвом В. К. Сороки. Решта персоналу Борівської лікарні була передана до новоствореної Карпилівської дільничої лікарні.
У 2011 році пройшов капітальний ремонт приміщення амбулаторії.
Головним лікарем амбулаторії є Дежнюк Василь Якович, лікар стоматологічного кабінету.
Працюючий персонал: лікар-терапевт, медсестри — 9, регістратор, водій, санітарки — 2, стоматологічний кабінет — 2, допоміжний працівник.

## Промисловість

### Борівське лісництво
Борівське лісництво засноване в 1947 р. Першим лісничим був В. Ф. Ліньов, а помічником лісничого — Семен Царук. Спочатку лісництво не мало власного окремого приміщення, а тулилося по сільських хатах (Миколи Єремейчука та Мусія Яремовича Антикала).
Починаючи з 1949 p., Борівське лісництво було розміщене «біля льоху» в урочищі «Верхлистя». Лісничою тоді була Віра Архипівна Єремейчук (Сивокінь).
В 1960-х pp. лісництво було перекинуте на територію, де зараз розміщена лікарня. Лісничим в цей час був Олексій Григорович Ірклієнко.
В 1970-х pp. лісництво було перенесене туди, де воно знаходиться і зараз (по вул. Березнівський). Лісничим в той час був Микола Петрович Веселовський, який керував лісництвом близько 10 років.
Пізніше довгий час (з 1980-х pp. аж до 2002 р.) лісничим у Боровому працював Л. В. Моцьор, а з 2002 р. цю посаду обіймає Петро Степанович Крук.
Ветеранами Борівського лісництва по праву можна вважати Петра Максимовича Єремейчука, який працював тут в 1947—1989 pp. та Володимира Івановича Кляпка.
Основними напрямками в роботі лісництва завше були вирощування, збереження та впорядкування лісових насаджень, забезпечення потреб економіки нашої держави в діловій деревині, а з недавнього часу— боротьба з браконьєрськими рубками лісу, які загрожують нашому краю екологічною катастрофою.

## Сільське господарство

### СГПП «Промінь»
У вересні 1948 року у с. Борове був організований колгосп ім. Дзержинського.
Першим головою колгоспу був Тротина Василь Михайлович. Потім на цій посаді були Нечуй — вітер, Івко, Литвиненко.
Десь з 1962 року посаду голови колгоспу обіймав Петрушевський, працював до 1969 року. Потім кілька місяців головою колгоспу працював Степаненко А. З 1970 року по вересень 1983 року головою працював Богданець Павло Мартинович. З 22.11. 1983 і по даний час займає посаду голови Яремчук Іван Миколайович.
Колгосп займався вирощуванням зернових і технічних культур, розведенням великої рогатої худоби. Колгосп мав млина, столярну майстерню, великий машино-тракторний парк.
В середині 90-х років пройшло розпаювання колгоспних земель серед колгоспників.
З 1993 року колгосп ім. Дзержинського перейменовано на колективне сільськогосподарське підприємство «Промінь», а з 1999 року на приватне сільськогосподарське підприємство «Промінь».
В даний час ПСГП «Промінь» займається розведенням великої рогатої худоби.

## Релігія

### Свято-Михайлівський храм
Церква Архистратига Михаїла в с. Борове побудована в 1849 році за наказом Волинської духовної Консисторії від 20 листопада 1841 року за № 9719 за рахунок коштів від продажу лісу і церковного острова. Дерев'яна, на камінному фундаменті, покрита бляхою. При ній немає дзвіниці. Копії метричних книжок зберігаються з 1857 року. Садибної землі 6 десятин 710 сажнів, орної в різних місцях 16 десятин 250 сажнів. На цю землю є копія з проекту про забезпечення православного духовенства, який діяв з 1872 року, а також акту нової, відведеної для церкви землі від 1869 року, план на ці землі складений у 1872 році, зберігається в Овруцькому з'їзді Світових посередників. Церкві, крім того, віддавна належав острів, який називався «Загане», до якого входило 852 десятини і 2, 3 сажні землі, дохід від продажу лісу із цього острова пішов на користь церкви, а орною землею і сінокосом на цьому острові користувався церковний притч. На всі церковні землі була генеральна візита підписана в 1784 році 2 січня деканоп Левицьким, яка зберігалася в архіві Волинської Духовної консисторії, а копія під час пожежі згоріла.
Притч церковний: священик — 300 рублів, псаломщик — 50 рублів.
Для священика будинок побудований у 1864 році. У 1943 році, 8 квітня церква була спалена німцями під час Німецько-радянської війни.
На основі рішення виконавчого комітету Борівської сільської ради від 20 лютого 1990 року за № 7 було вирішено виділити общині Української Православної церкви Московського Патріархату с. Борове земельну ділянку для побудови церкви в ім'я Святого Архистратига Божого Михаїла, площею 0,20 га землі. Побудована церква була в 1992 році силами прихожан та благодійників. Дерев'яна, на камінному фундаменті, покрита бляхою, є дзвіниця. Церкву освятив архієпископ Рівненський і Острозький Іриней в лютому 1992 року. Для священика будинок побудовано у 1999 році.
Всі ті земельні угіддя, які належали церкві, були відібрані радянською владою.
До 2000 р. настоятелем Свято — Михайлівського храму був отець Павел. А з 2000 року і по даний час настоятелем є о. Павел (Карпюк Павло Григорович).

### Церква Євангельських Християн-баптистів
Народження Борівської церкви євангельських християн-баптистів відбулося за складних умов. На той час, а це були 30-ті роки XX ст., Україна аж ніяк не могла мріяти про незалежність, тим паче — про свободу віросповідання. Таким чином, віруючим доводилося зазнавати утисків як від влади, так і від родичів, сусідів, колег. Одначе не будемо голослівними, а перегорнімо кілька сторінок історичної книги Борівської церкви назад і прочитаймо, що вона оповідає.
Після столипінської реформи ще тривалий час кріпакам села Борове не давали земельних наділів. Селяни мали маленькі грядочки по всій окрузі за селом. А село оточували дрімучі ліси: дубові та соснові бори. Коли ж влада вирішила роздати людям землю, то на заваді стали саме ці ліси, адже щоб втілити заплановане, дерева треба було зрубати. Таким чином, із різних кінців навколишніх сіл до села потягнулися люди, щоб заробити гроші.
В одного ж чоловіка, Івана Ничипоровича Кляпка, наймитував Кузьма Мирончук. Згодом він одружився з Катериною, дочкою свого господаря. Одного разу до Мирончуків прийшов дивний чоловік із села Білки, на прізвище Лисюк. Катерина розповіла, що цей чоловік, певно, штундист, оскільки стає на коліна, заплющує очі та молиться. Коли ж про це почув Аркадій, старший син Івана Кляпка, він вирішив зустрітися з цим чоловіком. Ось вони познайомилися. Аркадій дізнався, що Лисюк має Біблію, яку постійно читає.
Минуло трохи часу, і до Борового із Хотиня та Білки завітала група віруючих. Брати та сестри по вірі читали Біблію, розмовляли, співали. Тим часом мати, дружина Івана Кляпка, розпочала читати Біблію разом із дітьми, а вечорами започаткувалися невеличкі, так би мовити, зібрання: сусіди збиралися один в одного, аби почитати Боже Слово. Так на євангельську вістку відгукнулись Іван Кляпко, Артем Юшук, Мирончуки Кузьма і Катерина, Аврам Шупрудько, Аркадій Кляпко, Микита Бричка, Дмитро Козаченко, Талимон Крук та інші. А збиралися в Топлицях: то в Аврама, то в Івана Кляпка, тому що православна церква переслідувала віруючих.
На той час (1928 рік) на території с. Борове панувала польська влада. За селом стояла армія прикордонників. Коли ж священик православної церкви дізнався, що в селі з'явилися штундисти, він домовився із комендантом, аби не дати поширитися єресі. Таким чином, на зібрання приходили солдати, забирали всіх, хто там був, арештовували, вели на допит до Паки. Там тримали віруючих по кілька днів, жінки ж носили їм їсти. Та коли заарештованих звільняли, вони дуже раділи, що постраждали за віру в Христа.
Перше хрещення боровчан відбулося восени 1928 року.
Незважаючи на відсутність транспорту та й відстань, боровчани часто відвідували зібрання в Желєзниці. Для цього вони в суботу вдосвіта виходили з дому і пішки йшли до євангельського центру. Там залишалися на ночівлю у віруючих, а в неділю ішли на богослужіння.
У становленні Борівської церкви важливу роль відіграли хотинчани, адже вони навчали співу. Також віруючих цієї общини відвідували білчани і холопці.
А ще хрещення проводилися у складних умовах, адже віруючі тих часів зазнавали гонінь. Коли одного разу боровчани приймали хрещення в Хотині, то тутешні хлопці повиходили з кілками і не допускали до річки. Тоді брат Самоукін владнав ситуацію, порозмовлявши із заколотниками. Пізніше брали дозвіл у влади і викликали два міліціонери, щоби стежили за порядком.
1928 року був обраний просвітер борівської общини — Аврам Шупрудько. Пізніше він був рукопокладений на служіння просвітера, а до рукопокладення хрещення та вінчання молодих проводив брат Бирюль із Сарн.
Уперше Борівська церква була зареєстрована в хаті Олексія Кляпка, де зараз дім Моцьора. Там у кімнаті певний час збиралися борівські віруючі. Коли ж село відвідав брат Сацевич із Білорусі, він згуртував усі навколишні села: Єльно, Олександрівку, Масевичі і Рокитне. Загалом налічувалося 50 членів, і таким чином Борове вийшло із сарнинської общини і приєдналося до Союзу «Церква Христусова».
Брат Сацевич добився, аби дали дозвіл на реєстрацію общини в Боровому і на будівництво Дому молитви. 1937 року був розроблений план будівництва і община дістала дозвіл мати свою печатку. Незабаром Дім молитви був споруджений. Та сталася дуже сумна подія. Йшов 1939 рік. Розпочалася Друга світова війна, і в новому Домі молитви не довелося провести жодного зібрання, оскільки його спалили німці.
Під час війни християн переслідували ще жорстокіше. Робити хрещення не дозволяли, тому їх проводили вночі. Публічні зібрання теж заборонили, тому богослужіння проводили на Горохові: раз у Петра Логвинового, раз у Талимона. Очевидці розповідають, що співанки проводили майже цілу ніч і додому приходили вдосвіта. Це потрібно було із села йти на Горохову через ліс.
Оскільки до війни в Україні було три союзи: баптисти, п'ятидесятники і «Церква Христусова», то після війни 1946 року всі об'єдналися в один союз — «Августовська згода» — свято єдності. Збиралися всі разом. Зареєстрували общину і зібрання проводили в Зублятині в Трохима Боюки.
З 1928 року по 1988 рік церква постійно зазнавала гонінь. Іноді вони були менш відчутні, а загалом це були жорстокі переслідування. Однак община жила і свідкувала. З Божою допомогою боровчани насадили общини в сусідніх селах, зокрема в Єльно. Як виявилося, там жив один чоловік, котрий будучи на заробітках в Аргентині, прийняв Ісуса Христа в своє серце і відтоді твердо стояв у вірі. Коли ж боровчани випадково дізналися, що там є брат у Христі, то невдовзі організували у цьому ж селі зібрання. Тутешні люди охоче слухали Боже Слово, навіть на дахи вилазили, щоб почути Господню істину. За час існування Борівської церкви ЄХБ пресвітерами були:
1928—1960 рр. — Аврам Іванович Шупрудько;
1960—1966 рр. — Федір Іванович Кляпко;
1966—1985 рр. — Аврам Іванович Шупрудько,
1985—1997 рр. — Андрій Савич Єремейчук;
1997—2008 рр. — Володимир Петрович Єремейчук;
Нині, з 2008 року, пресвітерське служіння виконує Микола Петрович Крук.
Після війни борівська община була зареєстрована у хатах таких братів: Трохима Боюки, Федора Кляпка, Шупрудьків Аврама, Кузьми та Олександра.
З 1991 по 1993 рік проводилося будівництво теперішнього Дому молитви. 1993 рік став роком завершення і освячення нового Будинку молитви.

## Сфера послуг

### Відділення зв'язку
У 1960 році в с. Борове було засноване відділення зв'язку. Спочатку періодичні видання доставлялися в село завідувачем Дежнюком Миколою Павловичем самотужки з Рокитного. Потім виділили для доставки преси коня, яким привозили пресу.
На той час працювали два листоноші, які доставляли пресу по хатах в с. Борове. і с. Нетреба, ці листоноші були не місцевими, тому довго в селі не затрималися. Потім стали листоношами Чорногуб Олексій Романович та Єремейчук Катерина Аврамівна. Пресу стали доставляти уже з с. Кисоричі. Потім завідувачкою стала Бричка Ганна з с. Кисоричі.
У 1967 році завідувачем став Крук Георгій Степанович і три листоноші. У 1971 році завідувачкою призначено Науменко Галину Олексіївну.
Листонош було три одиниці — Сукало Катерина Іванівна, Бокеєва Катерина Іванівна, Бокеєва Катерина Андріївна, Єремейчук Катерина Аврамівна. Відділення зв'язку на той період знаходилося в приміщенні колишньої колгоспної контори. Потім стала працювати у 1981 році листоношею Кляпко Галина Андріївна, яка в 1999 р. була призначена завідувачкою відділення зв'язку по даний час. Листонош зараз 2 одиниці — Сукало Алла Володимирівна та Стрілець Людмила Василівна. Нове приміщення відділення зв'язку с. Борове було побудоване у 1989 році.

### Швейна майстерня
В 1961 році в с. Борове було відкрито швейну майстерню від побуткомбінату в смт. Рокитне /директор Носачов /. Розміщалася майстерня в будинку Нестерчука Макара. Завідувачем майстерні було призначено Єремейчука Андрія Савича. Штат працівників становив всього 4 чоловіки.
У 1962 році майстерню переносять у будинок Андрія Савича, а в 1963 році — у будинок Кузьменюка Олександра Арсеновича. Тоді ще приймають на роботу два працівники. У 1971 році збудовано приміщення для швейної майстерні. Штат працівників становив 6 чоловіків.
З 1992 року швейна майстерня підпорядкована сільськогосподарському підприємству «Промінь» /голова І. М. Яремчук/. Штат працівників становив 8 чоловік.
З 2002 року завідувачкою майстерні призначено Кисорець Валентину Степанівну. Штат працівників становить — 4 чоловіки. З 2005 року в будинку побутових послуг працює 2 чол.

## Відомі люди
Бокей Андрій Петрович [Архівовано 5 квітня 2016 у Wayback Machine.]
Бокей Андрій Петрович народився в 1912 році в селі Лінчин Березнівського району Рівненської області. У 1925 році переїхав жити у село Борове Рокитнівського району Рівненської області, працював по найму. У 1943 році пішов на фронт, воював у піхотних військах Білоруського фронту, був поранений, після лікування продовжував воювати. Повернувся з війни в 1945 році. Працював лісником. Виховав п'ятеро дітей.
Помер у 1989 році. Нагороди не збереглися..
Боюка Володимир Сергійович [Архівовано 5 квітня 2016 у Wayback Machine.]
Боюка Володимир Сергійович народився 14 березня 1912 року в селі Борове Рокитнівського району Рівненської області. У 1941 році пішов на фронт, залишивши дома дружину і п'ятеро дітей. Воював в 672 піхотному полку. Ніс службу по відновленню пошкоджених ворогом ділянок (будівельний батальйон). З 1945—1947 рік працював на реконструкції (відновленні) танкового заводу в Березняках Челябінської області.
У 1947 році повернувся додому. Працював їздовим у місцевому колгоспі. Виховав шестеро дітей. Помер 6 квітня 2007 року.
Нагороджений: Ювілейною медаллю «Сорок років Перемоги в Великій Вітчизняній війні 1941—1945 рр.», медаллю «За доблестный труд в Великой Отечественной войне 1941—1945 гг», пам'ятним знаком «50 років визволення України».
Букеєв Роман Політинович [Архівовано 8 квітня 2016 у Wayback Machine.]
Букеєв Роман Політинович народився в селі Лінчин Березнівського району Рівненської області 1 січня 1927 року. У 1944 році був призваний польовим військкоматом на тримісячні військові навчання у м. Смоленськ. Після військових навчань під час переїзду на фронт у м. Новосибірськ, їх поїзд був підірваний німцями. Роман Політинович був поранений, довгий час лікувався у госпіталі м. Новосибірська, де йому ампутували ногу. Після госпіталізації повернувся додому. Батьки його переселилися в смт. Рокитне, а потім у с. Карпилівку Рокитнівського району. Роман Політинович ще довго лікувався в Рокитнівській лікарні, де йому відрізали ще стопу другої ноги.
У 1949 році одружився і переїхав жити у село Борове Рокитнівського району. Виховав шістьох дітей. Помер в 1955 році.
Нагороджений: медаллю «За Перемогу над Німеччиною в Великій Вітчизняній війні 1941—1945 рр.», ювілейною медаллю «20 років перемоги у Великій Вітчизняній війні 1941—1945 рр.», ювілейною медаллю «30 років перемоги у Великій Вітчизняній війні 1941—1945 рр.», ювілейною медаллю «40 років перемоги у Великій Вітчизняній війні 1941—1945 рр.», ювілейним знаком «50 років Визволення України».
Дежнюк Іван Захарович [Архівовано 14 квітня 2016 у Wayback Machine.]
Дежнюк Іван Захарович народився 6 березня 1925 року в селі Борове Рокитнівського району Рівненської області. У 1941 році був призваний на фронт. Всю війну пройшов рядовим у піхотних військах. Повернувся з війни у 1945 році. Працював у сільській раді, потім продавцем у магазині. У 1962 році пішов працювати у місцевий колгосп рахівником, а потім бухгалтером. У 1975 році одружився, виховав сина.
У 1987 році пішов на заслужений відпочинок. Помер 21 травня 1999 року.
Нагороджений: Орденом «Вітчизняної війни ІІ ступеня», ювілейною медаллю «30 років перемоги в Великій Вітчизняній війні 1941—1945 рр.», ювілейною медаллю «Сорок років перемоги в Великій Вітчизняній війні 1941—1945 рр.», ювілейною медаллю «70 років Збройним Силам СРСР».
.
Делейчук Володимир Якимович [Архівовано 14 квітня 2016 у Wayback Machine.]
Делейчук Володимир Якимович народився в 1905 року в селі Борове Рокитнівського району Рівненської області. У 1941 році пішов на фронт. Ніс службу по реконструкції та ремонту пошкоджених ворогом ділянок(будівельний батальйон). Повернувся з війни 27 липня 1945 року. Виховав 7 дітей, старший син загинув на війні. Працював у будівельній бригаді місцевого колгоспу. Помер 25 березня 2004 року.
Нагороджений: ювілейною медаллю «Сорок років перемоги в Великій Вітчизняній війні 1941—1945 рр.», ювілейною медаллю «70 років Збройним Силам СРСР»..
Делейчук Гордій Григорович [Архівовано 23 квітня 2016 у Wayback Machine.]
Делейчук Гордій Григорович народився 3 січня 1918 року в селі Борове Рокитнівського району Рівненської області. У 1944 році був призваний на фронт. Був розвідником. Мав поранення і контузію, після лікування продовжував воювати. Повернувся з війни у 1945 році. Після повернення деякий час працював лісником, потім головою Карпилівського сільпо, пізніше заготівельником в цьому ж сільпо. Потім працював у місцевому колгоспі. Виховав п'ятеро дітей. Помер 10 липня 1991 року. Нагороди не збереглися..
Єремейчук Іван Пилипович [Архівовано 23 квітня 2016 у Wayback Machine.]
Єремейчук Іван Пилипович народився 7 квітня 1923 року в селі Борове Рокитнівського району Рівненської області. У 1944 році був призваний на фронт. Воював рядовим в артилерійських військах. У 1945 році повернувся з фронту. Працював у місцевому колгоспі. Виховав трьох дочок. Помер 16 лютого 2005 року.
Нагороджений: орденом «Вітчизняної війни», медаллю «За звільнення Варшави», ювілейною медаллю «20 років перемоги у Великій Вітчизняній війні 1941—1945 рр.», ювілейною медаллю «25 років перемоги у Великій Вітчизняній війні 1941—1945 рр.», ювілейною медаллю «30 років перемоги у Великій Вітчизняній війні 1941—1945 рр.», ювілейною медаллю «40 років перемоги у Великій Вітчизняній війні 1941—1945 рр.», ювілейною медаллю «50 років перемоги у Великій Вітчизняній війні 1941—1945 рр.», ювілейною медаллю «50 років Збройним Силам СРСР», ювілейною медаллю «60 років Збройним Силам СРСР», ювілейною медаллю «70 років Збройним Силам СРСР», пам'ятним знаком «50 років Визволення України», медаллю «60 років визволення України від фашистських загарбників»,медаллю «Захиснику Вітчизни»..
Єремейчук Логвин Гаврилович [Архівовано 23 квітня 2016 у Wayback Machine.]
Єремейчук Логвин Гаврилович народився 29 жовтня 1913 року в селі Борове Рокитнівського району Рівненської області. Рік призову на фронт — 1943. Воював у піхотних військах. Повернувся з війни в 1945 році. Працював спочатку лісником, а потім у місцевому колгоспі. Виховав чотирьох дітей. Помер 31 грудня 1994 р.
Нагороджений: орденом «Вітчизняної війни ІІ ступеня», медаллю «За перемогу над Німеччиною в Великій Вітчизняній війні 1941—1945 рр.»..
Єремейчук Фадій Семенович [Архівовано 23 квітня 2016 у Wayback Machine.]
Єремейчук Фадій Семенович народився 29 жовтня 1913 року в селі Борове Рокитнівського району Рівненської області. Рік призову на фронт -30.10.1944 р. Воював у 160 стрілецькому полку у піхотних військах. Був поранений. Повернувся з війни у 1945 році. Працював спочатку лісником, потім працював у місцевому колгоспі. Виховав чотирьох дітей. Помер 31 грудня 1992 року.
Нагороджений: орденом «Слави ІІІ ступеня», медаллю «За відвагу», медаллю «За перемогу над Німеччиною в Великій Вітчизняній війні 1941—1945 рр.», орденом «Вітчизняної війни ІІ ступеня»,ювілейною медаллю «20 років перемоги в Великій Вітчизняній війні 1941—1945 рр.», ювілейною медаллю «50 років Збройним силам СРСР», ювілейною медаллю «60 років Збройним силам СРСР»..
Кляпко Іван Стахович [Архівовано 8 квітня 2016 у Wayback Machine.]
Кляпко Іван Стахович народився 1918 року в селі Борове Рокитнівського району Рівненської області. У 1944 році був призваний на фронт. Воював рядовим у піхотних військах Білоруського фронту. Повернувся з війни у 1945 році. Працював у місцевому колгоспі трактористом. Помер у 2006 році.
Нагороди не збереглись..
Кляпко Петро Іванович [Архівовано 23 квітня 2016 у Wayback Machine.]
Кляпко Петро Іванович народився в 1910 році в селі Борове Рокитнівського району Рівненської області. Рік призову на фронт — 1944 р. Воював у піхотних військах Білоруського фронту. Помер 1993 року. Нагороди не збереглися..
Сорока Андрій Євдокимович [Архівовано 23 квітня 2016 у Wayback Machine.]
Сорока Андрій Євдокимович народився в 1920 році в селі Карпилівка Рокитнівського району Рівненської області. В 1944 році був призваний на фронт.
Воював рядовим у піхотних військах. Повернувся з війни у 1945 році. Працював у місцевому колгоспі. Помер 30 жовтня 2001 року. Нагороди та документи не збереглись..
Сукало Петро Харитонович [Архівовано 23 квітня 2016 у Wayback Machine.]
Сукало Петро Харитонович народився 10 березня 1920 року в селі Борове Рокитнівського району Рівненської області. 15 березня 1945 року був призваний на фронт. Воював рядовим у піхотних військах. Повернувся з війни у 1946 році. Більшу частину післявоєнного життя працював у Рокитнівській пересувній механізованій колоні (ПМК — 180) бульдозеристом. Виховав доньку. Помер 25 травня 2007 року.
Нагороджений: медаллю «За перемогу над Німеччиною в Великій Вітчизняній війні 1941—1945 рр.», ювілейною медаллю «20 років перемоги в Великій Вітчизняній війні 1941—1945 рр.», медаллю «40 років перемоги в Великій Вітчизняній війні 1941—1945 рр.», ювілейною медаллю «50 років Збройним силам СРСР», ювілейною медаллю «60 років Збройним силам СРСР», медаллю «60 років визволення України від фашистських загарбників»,відзнакою Президента України — медаллю «Захиснику Вітчизни»..

## Уродженці села
Відомою особистістю нашого села є Кульпач Єва Фадіївна — депутат Верховної Ради СРСР. Народилася 12 серпня 1944 р. в селі Борове в сім'ї колгоспників. В 1963 році закінчила Борівську середню школу. В 1964 році закінчила Рівненське кооперативне училище, і здобула професію продавця. З 1965 року працювала в продовольчому магазині с. Борове. У 1984 році була обрана депутатом до Верховної Ради СРСР від Сарненського виборчого округу. Безпартійна. Нагороджена орденом «Знак Почета» Указом Президії Верховної Ради СРСР, значками «Отличник советской потребительской кооперации», «Ударник одинадцатой пятилетки», медаллю «Ветеран праці».